# Suilly-la-Tour
Suilly-la-Tour é uma comuna francesa na região administrativa de Borgonha-Franco-Condado, no departamento Nièvre. Estende-se por uma área de 37,24 km². Em 2010 a comuna tinha 611 habitantes (densidade: 16,4 hab./km²).